# Naučná stezka hrabovského rodáka, básníka a spisovatele Viléma Závady
Naučná stezka hrabovského rodáka, básníka a spisovatele Viléma Závady, nebo zkráceně Naučná stezka Viléma Závady, je okružní naučná stezka/cyklostezka v Hrabové, části města Ostrava, v Moravskoslezském kraji. Geograficky se stezka nachází v nížině Ostravská pánev a vede podél řeky Ostravice na Moravě a ve Slezsku.

## Historie, popis a zaměření naučné stezky
V roce 2017 byla v Hrabové slavnostně otevřela naučná stezka a cyklostezka, která se jmenuje po místním rodákovi, českém básníkovi a překladateli Vilému Závadovi (1905–1982). Na stavbě stezky, která má délku 11 km a 15 zastavení s informačními tabulemi, se autorsky podílel Petr Žižka a Martin Slepička. Zaměření stezky je na historii, přírodu, hornictví, mlynářství, tramvajovou dopravu, architekturu, geografiii a váznamné osobnosti Hrabové. Mezi nejpopulárnější atrakce patří dřevěný kostel svaté Kateřiny, dřevěný tramvajový vůz, park Hrabovjanka a řeka Ostravice. Stezka vede po pravém a levém běhu řeky Ostravice, Moravou, Slezskem a také Hrabovou, na třech místech překračuje řeku Ostravici. Na tabulích nechybí ani otázky pro děti. Stezka je celoročně volně přístupná a vede po zpevněných cestách.

## Galerie

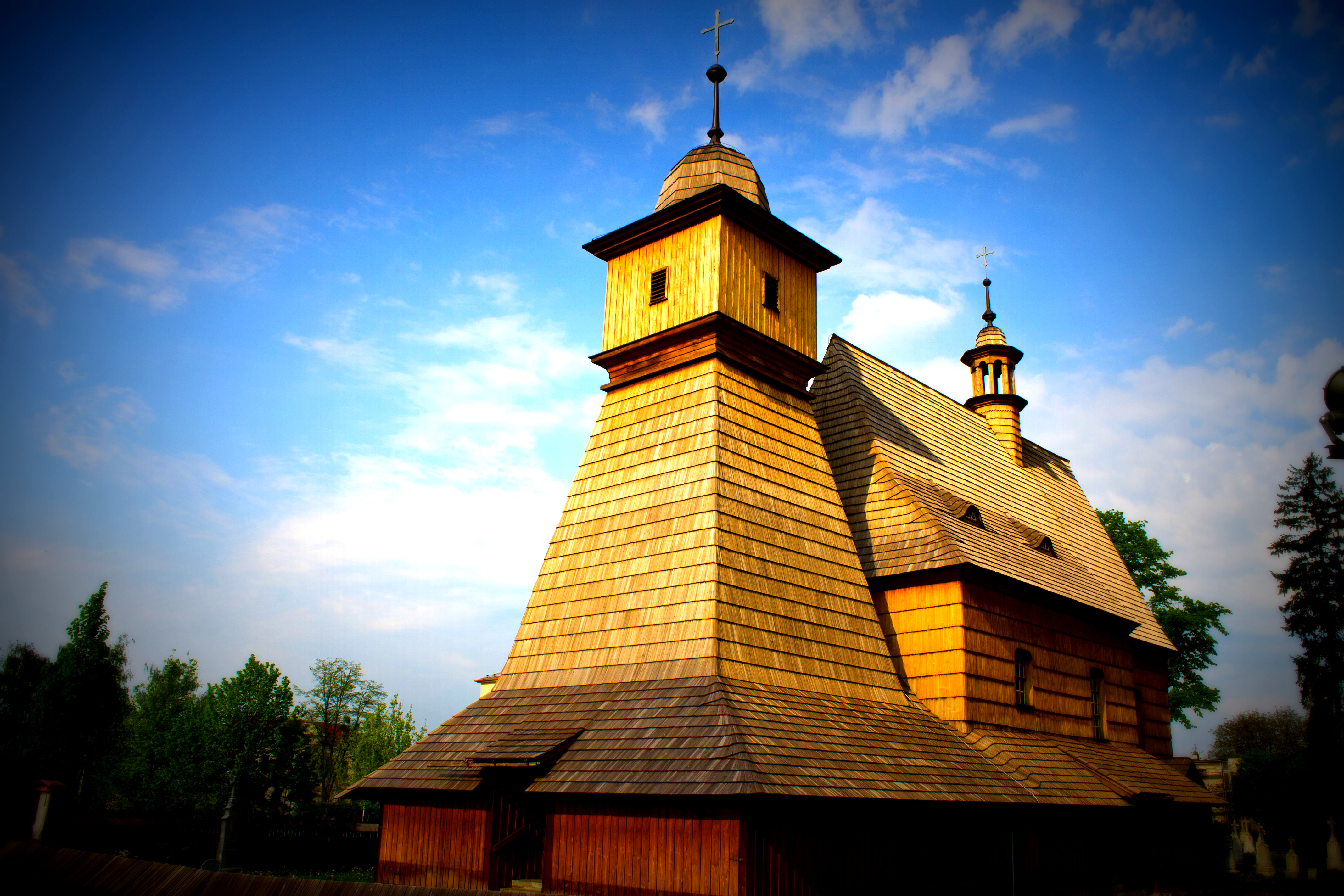
Kostel svaté Kateřiny
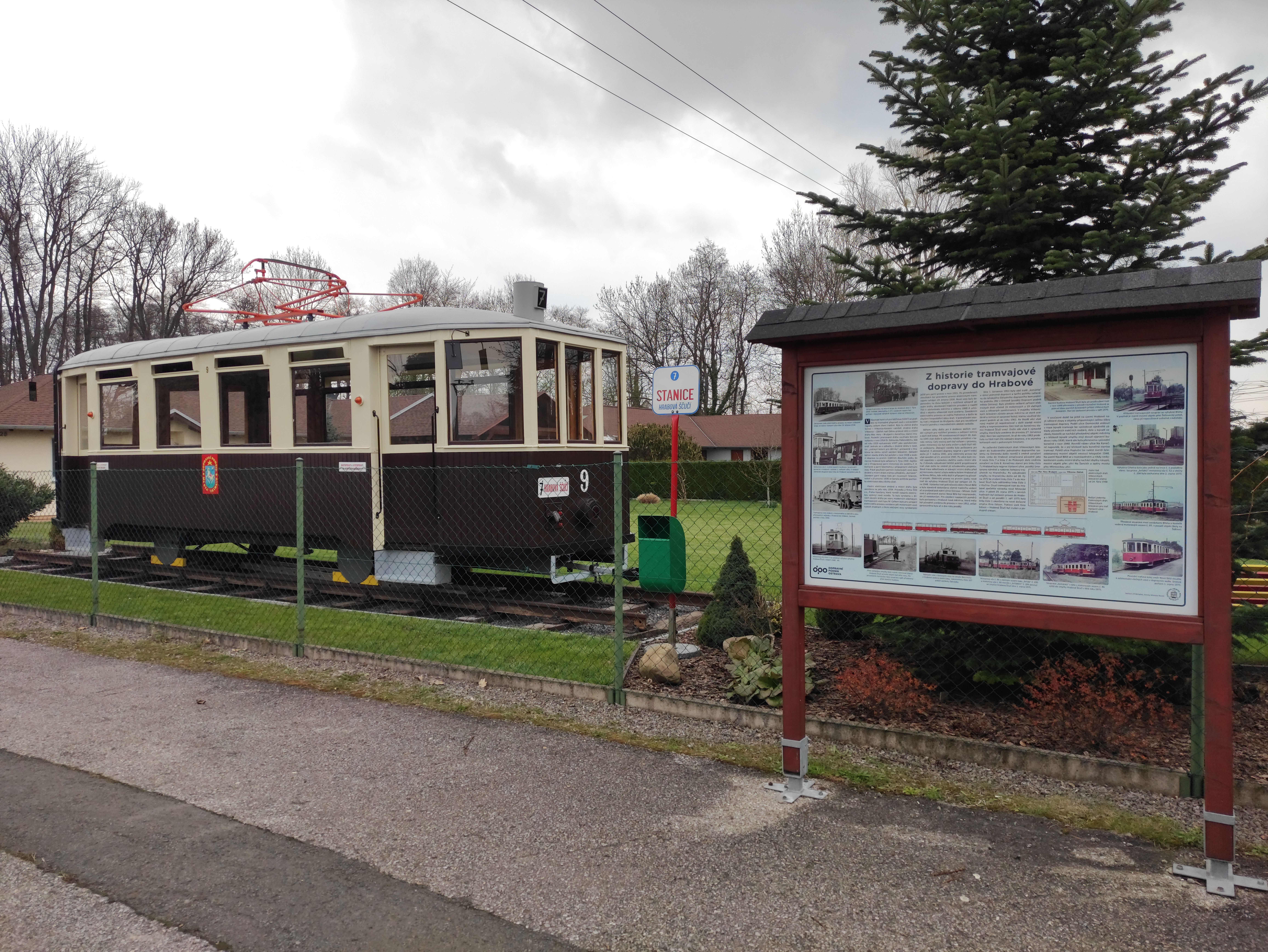
Dřevěný tramvajový vůz
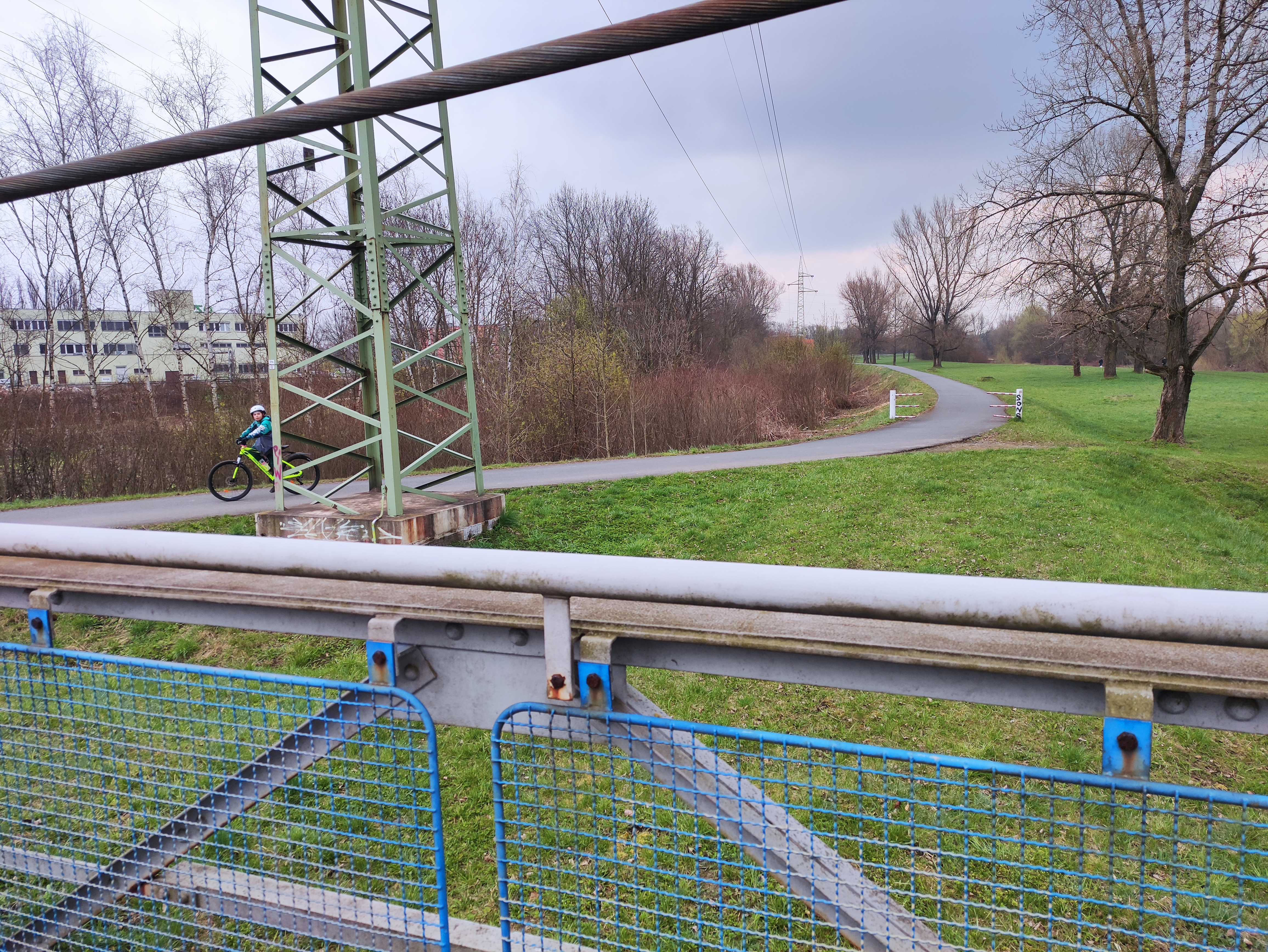
Stezka z lávky přes řeku Ostravici
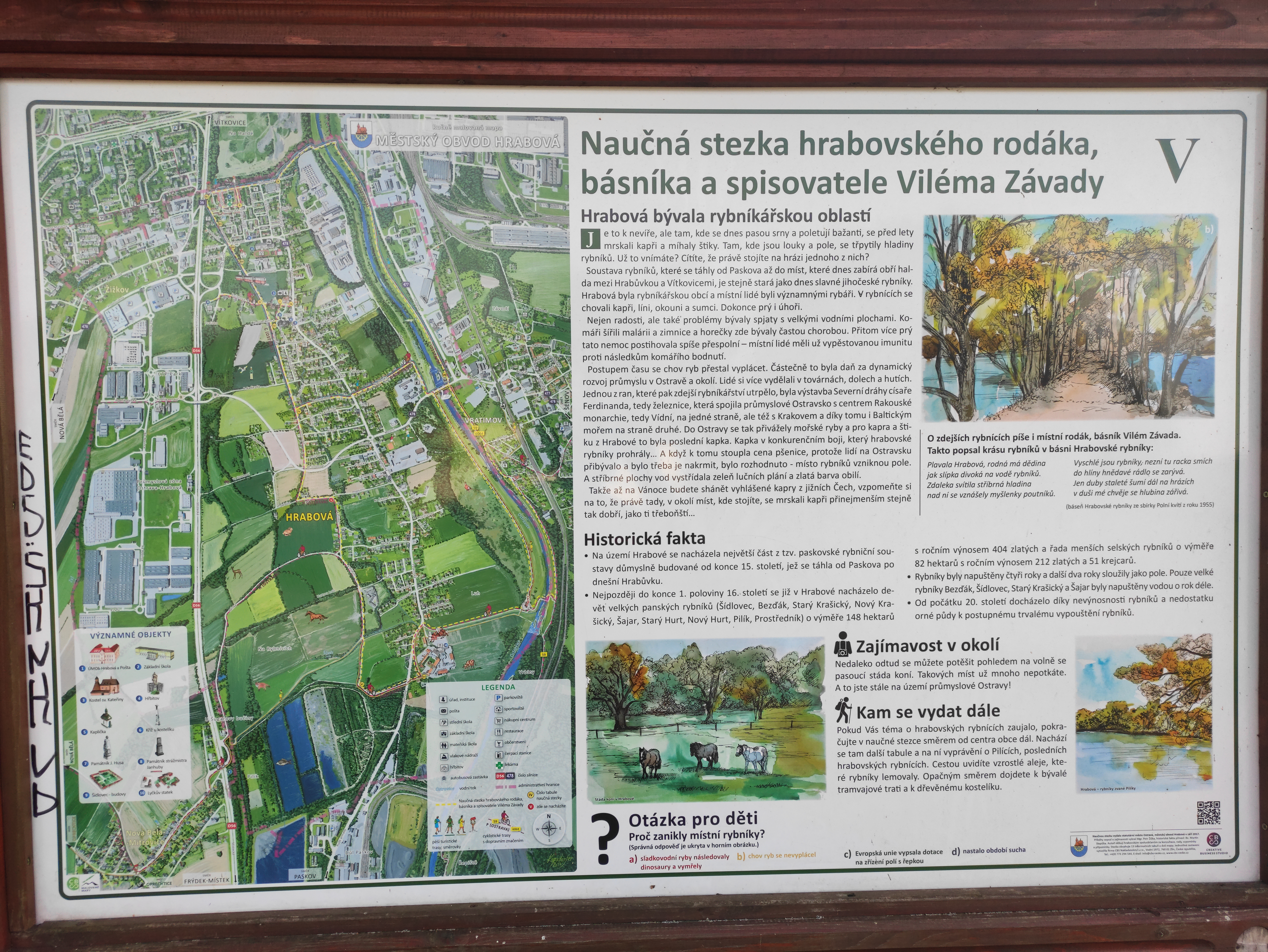
5. zastavení
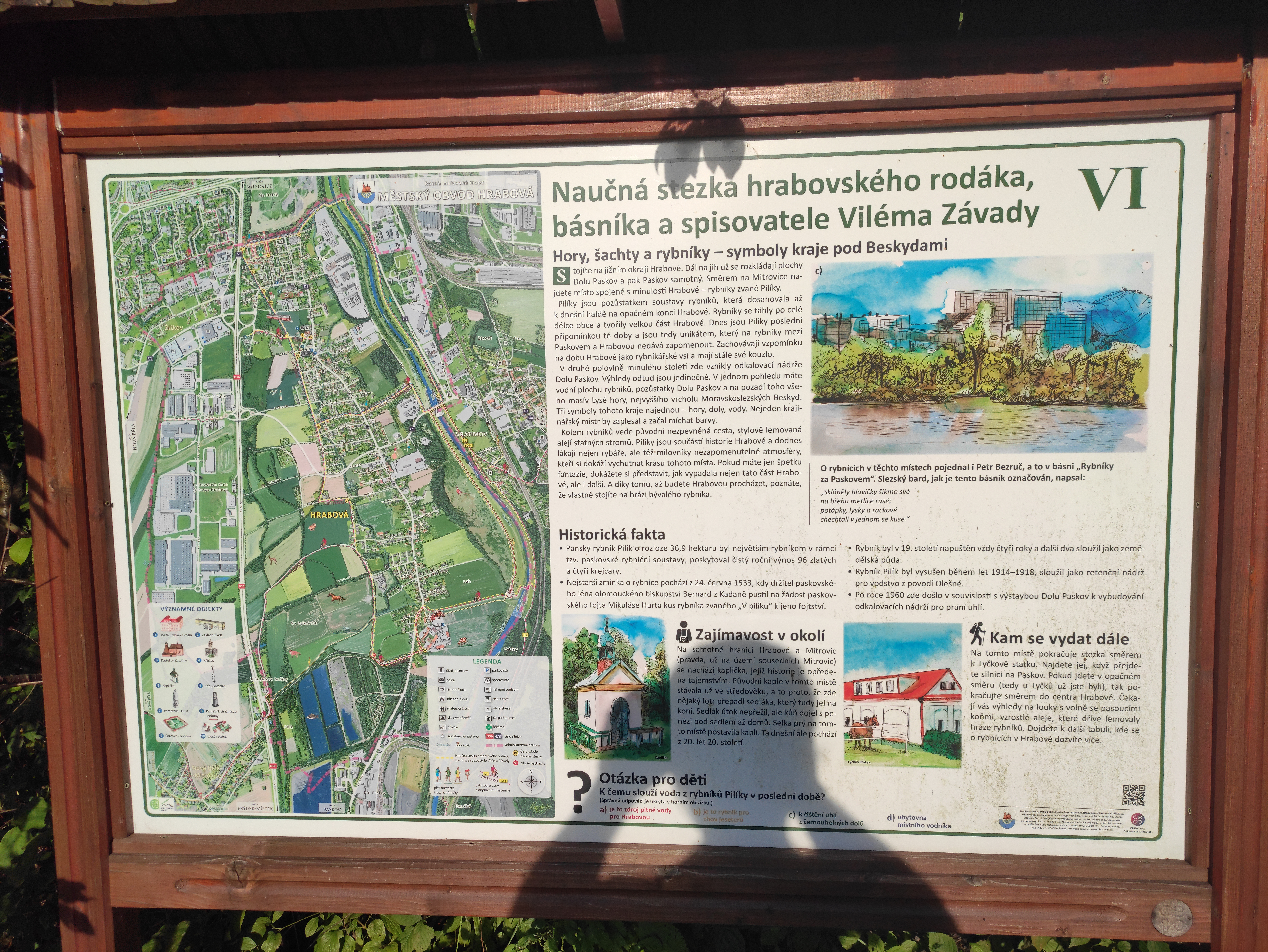
6. zastavení
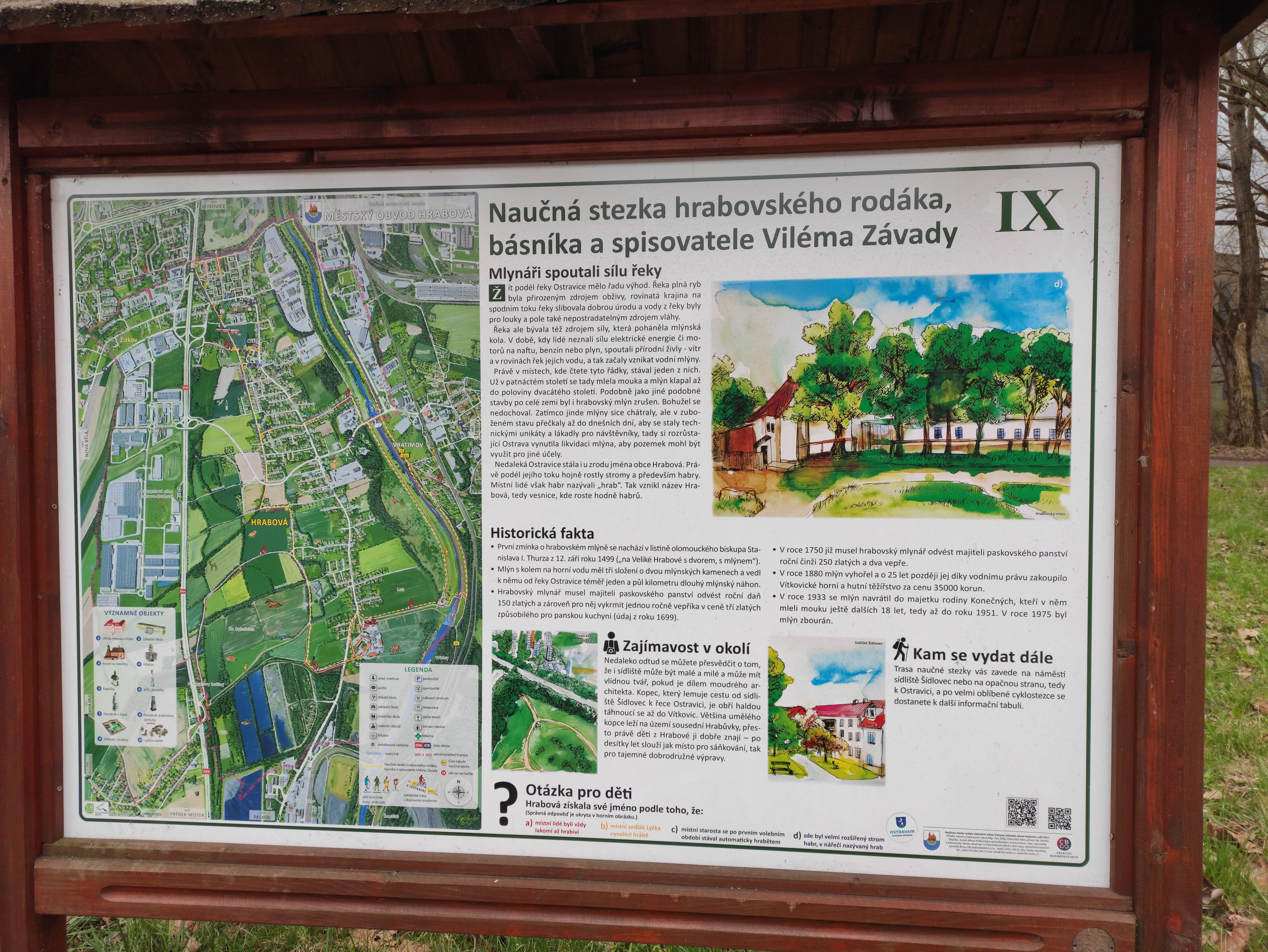
9. zastavení
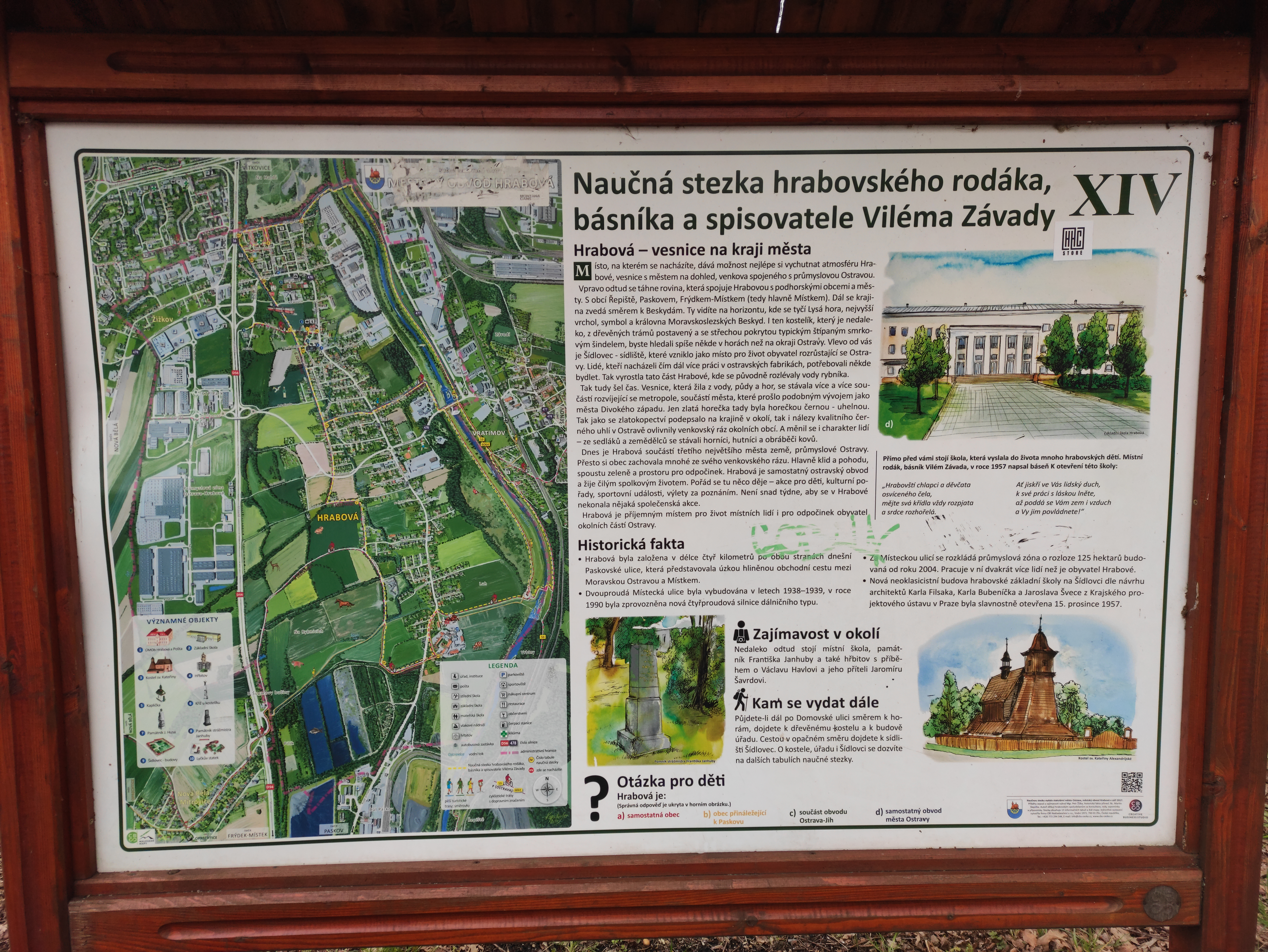
14. zastavení